# Bedotia geayi
Bedotia geayi је зракоперка из реда Atheriniformes.

## Угроженост
Ова врста се сматра рањивом у погледу угрожености врсте од изумирања.

## Распрострањење
Ареал врсте је ограничен на једну државу. 
Мадагаскар је једино познато природно станиште врсте.

## Станиште
Станишта врсте су речни екосистеми и слатководна подручја. 
Врста Bedotia geayi је присутна на подручју острва Мадагаскар.